# Verejnosť proti násiliu
Verejnosť proti násiliu (deutsch Öffentlichkeit gegen Gewalt, abgekürzt VPN) war eine politische Bewegung im slowakischen Landesteil der Tschechoslowakei in den Jahren 1989 bis 1992.
Gegründet wurde sie in Bratislava kurz nach dem Ausbruch der Samtenen Revolution am 19. November 1989. Sie war die slowakische Hauptoppositionsbewegung gegen die kommunistische Regierung und damit das Äquivalent zum tschechischen Bürgerforum. Einer der Mitbegründer von VPN war Alexander Dubček, der die Tschechoslowakei während der vorübergehenden Öffnung im Prager Frühling 1968 geführt und einen „Sozialismus mit menschlichem Antlitz“ vertreten hatte. Er wurde am 28. Dezember 1989 zum Präsidenten der tschechoslowakischen Föderalversammlung gewählt.
Im Januar 1990 wurden Mitglieder der Bewegung in das tschechoslowakische Parlament kooptiert. Marián Čalfa, der seit Dezember 1989 eine „Regierung der nationalen Verständigung“ mit Vertretern der Bürgerbewegungen führte, trat von der Kommunistischen Partei zu VPN über, ebenso sein Stellvertreter Milan Čič, der Regierungschef der slowakischen Teilrepublik. Verejnosť proti násiliu nahm im Juni 1990 erfolgreich an den ersten freien Wahlen seit 1946 teil und wurde mit 37,3 % (Nationenkammer) bzw. 29,4 % der Stimmen (Slowakischer Nationalrat) stärkste Kraft im slowakischen Landesteil. Anschließend war die Bewegung auf föderaler Ebene mit vier Ministern in der Regierung Marián Čalfa II vertreten (u. a. Ján Langoš als Innenminister). Zugleich führte sie unter Vladimír Mečiar als Ministerpräsident die erste frei gewählte Regierung des slowakischen Landesteils.
Der nationalistische Flügel der Bewegung unter Mečiar trennte sich im Frühjahr 1991 als Bewegung für eine demokratische Slowakei (HZDS) von der VPN ab. Der Rest der Bewegung verlor an Einfluss. Alexander Dubček trat 1992 zur Sozialdemokratischen Partei der Slowakei (SDSS) über. Ein großer Teil der verbliebenen Mitglieder gründete 1992 die Partei Občianska demokratická únia - VPN (Bürgerliche demokratische Union - VPN, abgekürzt ODÚ-VPN, später nur ODÚ), die nach ihrem Scheitern an der 5-Prozent-Hürde bei den Wahlen 1992 im November 1992 aufgelöst wurde.

## Ergebnisse der VPN bei den Slowakischen Parlamentswahlen und Regierungsbeteiligungen
| Wahl                | Wähleranteil | Parlamentssitze | Zeitraum                       | Regierungsbeteiligung/ Opposition                                                                  |
| ------------------- | ------------ | --------------- | ------------------------------ | -------------------------------------------------------------------------------------------------- |
| Parlamentswahl 1990 | 29,35 %      | 48              | 27. Juni 1990 – 23. April 1991 | In Koalitionsregierung bestehend aus VPN, KDH und DS unter Ministerpräsident Vladimír Mečiar (VPN) |
|                     |              |                 | 23. April 1991 – 2. Juni 1992  | In Koalitionsregierung bestehend aus VPN, KDH und DS unter Ministerpräsident Ján Čarnogurský (KDH) |